# Magyarnándor
Magyarnándor je vas na Madžarskem, ki upravno spada pod podregijo Balassagyarmati Županije Nógrád.